# How's It Going?
How's It Going? è il terzo album studio del gruppo musicale giapponese degli Arashi. L'album è stato pubblicato il 19 luglio 2003 dalla J-Storm ed ha raggiunto la seconda posizione della classifica Oricon degli album più venduti in Giappone.

## Tracce
1. Tomadoi Nagara (Album version) - 4:15
2. Crazy Ground No Ōsama - 4:01
3. Lucky Man - 5:07
4. Shinchosa No Nai Koibito - 6:15
5. Only Love - 4:35
6. Arashi no Mae no Shizukesa - 4:16
7. Blue - 5:36
8. Walking in the Rain - 3:53
9. Paretto - 3:52
10. Dekiru Dake - 4:40
11. Te Agero - 4:36
12. 15th Moon - 4:11
13. Donna Kotobade - 4:05
14. Pikanchi (Album version) - 4:51